# Александр (син Лісімаха)
Александр (дав.-гр. Ἀλέξανδρος ; ІІІ століття до н. е.) — син Лісімаха. Після страти брата Агафокла втік до Селевка I Никатора і благав про помсту, що стало приводом для початку останньої війни діадохів. Імовірно, заснував в Етолії міста Лісімахію та Арсіною. Можливо провів залишок життя, як заручник, в Єгипті. За версією Діодора Сицилійського, короткотерміново правив Македонією.

## Життєпис

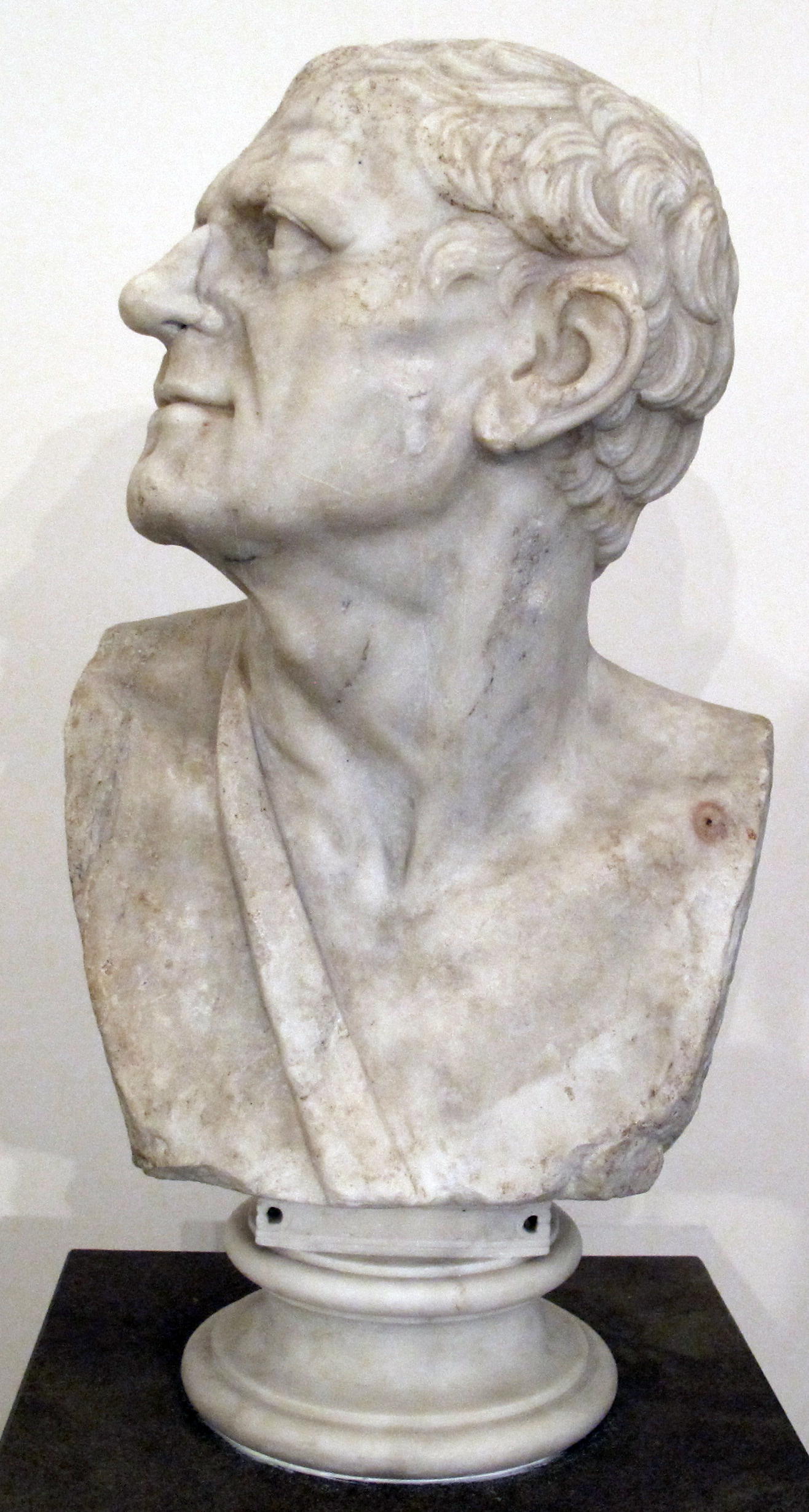
Погруддя Лісімаха

Александр був другим сином діадоха Лісімаха, інформація про його матір у джерелах різниться. Поліен називав його матір'ю племінницю Дарія III — Амастриду, а Павсаній — якусь одриську жінку. Статус зв'язку Лісімаха з одріською неясний, і у вчених немає єдиної думки, чи були вони одружені. Дослідниця Гелен Лунд вважала, що шлюб був укладений як частина мирного договору між діадохом і одриським царем Севтом III. З двох відомих договорів між правителями, в 323 і 312 роках до н. е., дослідниця вважала кращим другий, вказуючи, що Александр вперше згадується в джерелах щодо кампанії 282—281 років до н. е. За однією з версій, матір'ю Александра могла бути сестра фракійського правителя Спартока з Кабіле. В такому випадку, Александр міг посприяти піднесенню дядька, лобіюючи його інтереси при дворі Лісімаха.
За припущенням історика Кента Рігсбі, Александр допомагав своєму старому батькові в управлінні країною. Подібно до того, як його старший брат Агафокл займався малоазійськими володіннями батька, Александр допомагав у західній частині держави. У цей період він, за наказом батька, заснував в Етолії міста Лісімахію та Арсіною, названі на честь діадоха та його останньої дружини. Рігсбі припускає, що інформація про заснування міст знаходилася у втраченій 21-й книзі «Історичної бібліотеки» Діодора Сицилійського і, в спотвореному вигляді, дійшла в «Олексіаді» візантійської письменниці Анни Комніної. У творі згадується про заснування Александром Македонським Лісімахії в Ефіопії.
Після того, як приблизно у 283—282 роках до н. е., в результаті інтриг Арсіної, був страчений спадкоємець басилевса, Агафокл, в країні почалися репресії щодо його прихильників. Тому Александр разом із дружиною брата Лісандрою та їхніми дітьми втік до двору діадоха Селевка I Нікатора, де благав про помсту. Селевк вирішив скористатися зверненням вигнанців як приводом для нової війни та використати їхній вплив у своїх цілях. Гелен Лунд вказувала, що вбивство Агафокла викликало розкол у домі Лісимахідів, оскільки Александр опинився серед вигнанців.
Античний автор Аппіан Александрійський називав місцем прибуття вигнанців стародавнє місто Вавилон на Єфраті, проте історик Станіслав Смирнов вказував, що на той момент Вавилоном і східними сатрапіями керував син Селевка Антіох. Смирнов вважав розповідь про зустріч вигнанців із Селевком у Вавилоні проявом «пізнішого уявлення про царя Селевка як про володаря Азії».
Після того, як Лісімах був убитий під час поєдинку в битві при Курупедіоні у 281 році до н. е. , його тіло довго залишалося непохованим, за бажанням Лісандри. Александру вдалося з великими труднощами випросити у Лісандри тіло батька. Згідно з Аппіаном, тіло до цього часу встигло розкластися, і Александр зміг його впізнати завдяки вірному псові Лісімаха, який стеріг труп. Водночас Аппіан наводить і альтернативну версію, в якій труп діадоха знайшов і поховав якийсь Торак з Фарсала. Александр поховав тіло батька в Лісимахії Фракійській. Могилу Лісімаха можна було побачити ще за часів Павсанія. Гелен Лунд вказувала, що події пов'язані зі смертю Лісімаха схожі на легенду та літературну умовність. Так епізод із випрошуванням Александром тіла батька нагадує історію з похованням Полініка чи аргівських воїнів у «Благальницях» Еврипіда. Розповідь про відданого пса нагадує історію про собаку Ксантіппа та інші подібні історії, які були популярні серед римських письменників.
Згідно з версією канадського історика Вальдемара Геккеля, Александр підтримав змову Птолемея Керавна проти Селевка, бачачи в ньому узурпатора батьківського трону. Сам Александр, ймовірно, не був серйозним кандидатом на владу. Після цих подій Александр не згадується в історичних джерелах.
Дослідник Френсіс Волтон ототожнював сина Лісімаха з однойменним македонським басилевсом, згадуваним Діодором Сицилійським. Він недовго правив Македонією після смерті Сосфена під час кельтської навали.

## Взяття Котіаейону
Античний історик Поліен, у своїх «Стратегемах», залишив розповідь як Александр підкорив місто Котіаейон в Північній Фрігії. За словами Поліена, воїни Александра сховалися в сусідній долині. Сам Александр, накинувши на себе брудний фрігійський подвійний плащ і надівши на голову повстяний капелюх, в супроводі двох синів, що несли в'язанки дров, на світанку вільно увійшов у відкриті міські ворота, бувши прийнятим за селянина. Увійшовши ж, зняв капелюх, подавши тим самим домовлений сигнал своїм людям. Однак, без капелюха він був упізнаний жителями та простягнув їм праву руку, показуючи що прийшов врятувати їх. У той час його воїни увійшли в місто і захопили його. Серед сучасних істориків немає єдності в датуванні цієї події: Вальдемар Геккель відносив його до часу малоазійської кампанії його брата Агафокла, а антикознавці Гайнц Гайнен і Гелен Лунд — до походу Селевка проти Лісімаха. Історик Вальтер Гюнервадель вважав, що Александр напав на місто за своєю ініціативою, а не в складі армії Селевка, оскільки місто, швидше за все, відразу б здалося перед великою селевкидської армією. Інтерпретуючи слова Поліена, Гюнервадель припустив, що Александр обдурив солдатів Лісімаха, але відкрився перед місцевими жителями, які симпатизували Селевку. Гайнц Гайнен вказав на помилковість цієї версії, оскільки з тексту Поліена випливає, що Александр тільки прикидався. Гайнен припускав, що взяття міста відбулося до битви при Курупедіоні, проте не заперечував можливості, що воно могло статися і після.

## Заручник у Єгипті
Російський історик Михайло Ростовцев ототожнив сина Лісімаха з однойменною персоною, згаданою в папірусі P. Lond. Inv. 7.2052, що входить до Архіву Зенона. Зазначений у папірусі Александр жив у Александрії і був людиною високого статусу, оскільки, бувши заручником, мав мінімум двох рабів. Папірус датований першими роками правління басилевса Птолемея III Евергета. З нього відомо, що двоє рабів Александра, вавилонський банщик Філлін та мідійський конюх Амінта, відійшли у власність до діойкета Аполлонія, проте втекли від нього. Дослідник Едвін Вебстер висунув протилежну гіпотезу, ототожнивши з Александром з папірусу однойменного сина Деметрія Поліоркета.
Згідно з версією Ростовцева, Александра було схоплено новим македонським басилевсом — Птолемеєм Керавном і було передано, як заручника, своєму єдинокровному братові, єгипетському басилевсу Птолемею II Філадельфу, під час укладання договору між правителями. Тримаючи при собі Александра, Птолемей II Філадельф одночасно і захищав владу брата від домагань сина Лісімаха, тим самим забезпечуючи владу над Єгиптом для свого сина, і мав зброю проти Птолемея Керавна. Становище бранця в Александрії Ростовцев порівнював з утриманням Деметрія Поліоркета у полоні Селевка I Нікатора. На думку історика, Александр помер невдовзі після того, як його володіння перейшли у власність Птолемея II Філадельфа та його придворних.

### Дослідження
- Дройзен И. Г. История эллинизма. — Киров : Константа, 2011. — 518 с. — ISBN 978-5-902844-41-9.
- Лазаренко И. Спаратеса — неизвестный фракийский правитель (конец второго десятилетия III в. до н. э.) // Stratum plus. Археология и культурная антропология. — 2000. — № 6. — С. 164—168. — ISSN 1608-9057.
- Смирнов С.В. Государство Селевка 1-го: Политика, экономика, общество :  [рос.]. — Москва, 2013. — 344 с. — ISBN 978-5-91244-099-1.
- Sviatoslav Dmitriev. The Last Marriage and the Death of  Lysimachus :  [англ.] // Greek, Roman, and Byzantine Studies. — 2007. — Vol. 47, № 2. — P. 135—149. — ISSN 2159-3159.
- Waldemar Heckel[en]. Storm Clouds over Three Hellenistic Courts: Observations on the Life and Death of Ptolemy Ceraunus // The Courts of Philip II and Alexander the Great :  [англ.]. — De Gruyter, 2022. — P. 33—56. — 304 p. — ISBN 9783110622942.
- Heinz Heinen. Untersuchungen zur hellenistischen Geschichte des 3. Jahrhunderts v. Chr.: Zur Geschichte der Zeit des Ptolemaios Keraunos und zum Chremonideischen Krieg :  [нім.]. — Stuttgart : F. Steiner Verlag, 1972. — ISBN 9783515002691.
- Helen Sarah Lund. Lysimachus. A Study in Early Hellenistic Kingship :  [англ.]. — London : Routledge, 1992. — 304 p. — ISBN 9780203034040.
- Kent J. Rigsby. Alexander's Lysimacheia: Anna Comnena 15.7.8 :  [англ.]. — Historia: Zeitschrift für Alte Geschichte. — 2015. — № 3. — P. 301—305. — ISSN 0018-2311.
- Michael Rostovtzeff. A Large Estate in Egypt in the Third Century B.C., a Study in Economic History :  [англ.]. — The University, 1922. — 209 p.
- Edwin W. Webster. Alexander, the Son of Demetrius Poliorcetes :  [англ.]. — Classical Philology. — 1922.